# Виглаф (король Мерсии)
Виглаф (англ. Wiglaf, умер в 839) — король Мерсии (827—829 и 830—839).

## Биография
Виглаф занял престол Мерсии после двухлетнего правления узурпатора Лудеки. В 829 году в Мерсию вторгся Эгберт и сверг Виглафа, но через год тому удалось вернуть престол. Неизвестно, стала ли реставрация следствием восстания мерсийцев против Уэссекса или результатом признания Виглафом сюзеренитета Эгберта. Однако, судя по грамотам следующего десятилетия, Виглаф правил Мерсией, как независимый король.